# Bolesna spowiedź
Bolesna spowiedź (tytuł oryg. Seung sing) – hongkoński dramat kryminalny w reżyserii Alana Maka i Andrew Lau, którego premiera odbyła się 21 grudnia 2006 roku.

## Fabuła
W rodzinie policjanta dochodzi do tragedii. jego teść zostaje zamordowany. Prywatny detektyw Lau Ching Hei postanawia wesprzeć stróża prawa, a równocześnie swego przyjaciela w badaniu sprawy tego morderstwa.

## Obsada
Źródło: Filmweb

- Tony Leung Chiu Wai – detektyw Lau Ching Hei
- Takeshi Kaneshiro – detektyw Yau Kin Bong
- Shu Qi – Sai Fung
- Xu Jinglei – Susan Chow
- Chapman To – inspektor Tsui Wing Kwong
- Emme Wong – Rachel
- Hua Yueh – Chow Yuan-sing
- Bo Yuen Chan – Lai Sun Wah

## Nagrody i nominacje
Źródło: Internet Movie Database
| Rok  | Nagroda              | Kategoria                     | Odbiorcy i nominowani   | Wynik     |
| ---- | -------------------- | ----------------------------- | ----------------------- | --------- |
| 2007 | Asian Film Award     | Best Cinematographer          | Andrew Lau, Lai Yiu-fai | Nominacja |
| 2007 | Hong Kong Film Award | Best Cinematography           | Andrew Lau, Lai Yiu-fai | Wygrana   |
| 2007 | Hong Kong Film Award | Best Screenplay               | Felix Chong, Alan Mak   | Nominacja |
| 2007 | Hong Kong Film Award | Best Actor                    | Tony Leung Chiu Wai     | Nominacja |
| 2007 | Hong Kong Film Award | Best Film Editing             | Wai Chiu Chung          | Nominacja |
| 2007 | Hong Kong Film Award | Best Art Direction            | Lim Chung Man           | Nominacja |
| 2007 | Hong Kong Film Award | Best Costume & Make Up Design | Lim Chung Man           | Nominacja |
| 2007 | Hong Kong Film Award | Best Original Film Score      | Chan Kwong-wing         | Nominacja |